# 기러기발

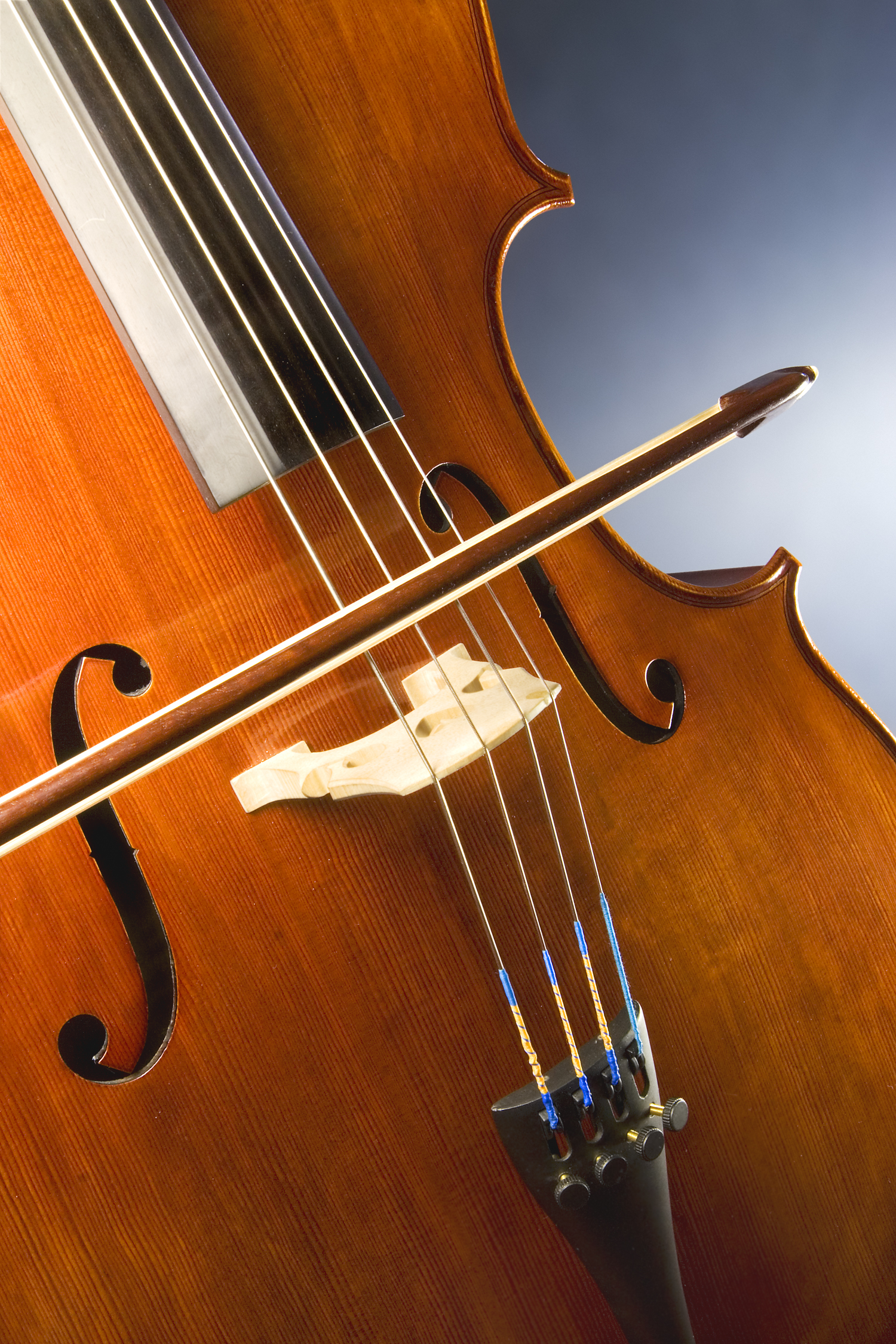
첼로의 기러기발

기러기발, 안족(雁足), 또는 브리지(bridge)는 현악기의 현을 지지하고 현의 울림을 악기의 바디로 전달하며, 음의 높낮이를 맞추는 피치조정이 이루어지는 부분을 말한다. 전기 기타뿐 아니라 가야금 등 여러 악기에 쓰인다.

## 전자 기타의 브리지

### 구성

#### 본체
새들이나 블록이 위치하는 몸체부분이다. 싱크로나이즈드 브리지에서는 플레이트(plate)라고 부르기도 한다.

#### 새들
줄이 브리지와 직접 닿는 부분. 앞뒤 위치 조정을 통해 기타 현의 피치를 조정할 수 있다. 기타 현을 브리지 본체와 기타에서 띄우는 역할을 한다. 이는 브리지 표면과 기타현의 손상을 막을 뿐만 아니라 기타 현의 불필요한 진동을 제어하는 역할을 한다. 새들의 재질에 따라 소리의 특성이 다르기 때문에, 새들 부분만 따로 교체하기도 한다. 주로 쓰이는 재질로는 스틸, 티타늄, 그라파이트 등이 있다.

#### 테일피스
기타 현 끝의 볼 부분이 고정되는 부분이다. 일부 트레몰로브리지(싱크로나이즈드 브리지, 플로이드로즈브리지)에서는 블록 형태 본체와 붙어있으며, 튠오매틱 브리지의 경우는 분리된 별도의 테일피스가 존재한다.

### 재질

#### 스틸
사운드와 내구성 등에서 장점을 가지고 있다. 요즘에 가장 많이 쓰이는 브리지 재질이기도 하다.

#### 브라스
초창기에 쓰인 재질이다. 동의 무른 성질 때문에 가공이 쉽지만, 현의 진동에너지를 감소시켜 서스테인을 감소시키기도 한다. 요즘에는 브리지 재질로 거의 쓰이지 않으나, 빈티지한 음색을 얻기 위해 사용되기도 한다.

#### 티타늄
주로 새들이나 테일피스 부분에 쓰인다. 현의 진동에 의해 만들어진 울림의 감소를 최소화 하며 안정적인 전달을 가능케 한다.
대표적인 업체로 K-T-S가 있다

### 종류
크게 고정형 브리지와 트레몰로 브리지로 나눌 수 있다. 브리지가 기타의 바디에 고정되어 있는 형태를 고정형 브리지라 한다. 트레몰로 브리지는 전자 기타의 현이 브리지를 잡아당기는 장력과 바디 뒷편의 스프링이 브리지를 잡아당기는 힘이 균형을 이루게 함으로써 브리지의 수평을 유지하는 브리지를 말한다. 이와 같은 구조 덕분에 트레몰로 브리지는 암을 이용해 음의 높이를 조정하는 아밍 플레이가 가능하다.

#### 고정형 브리지

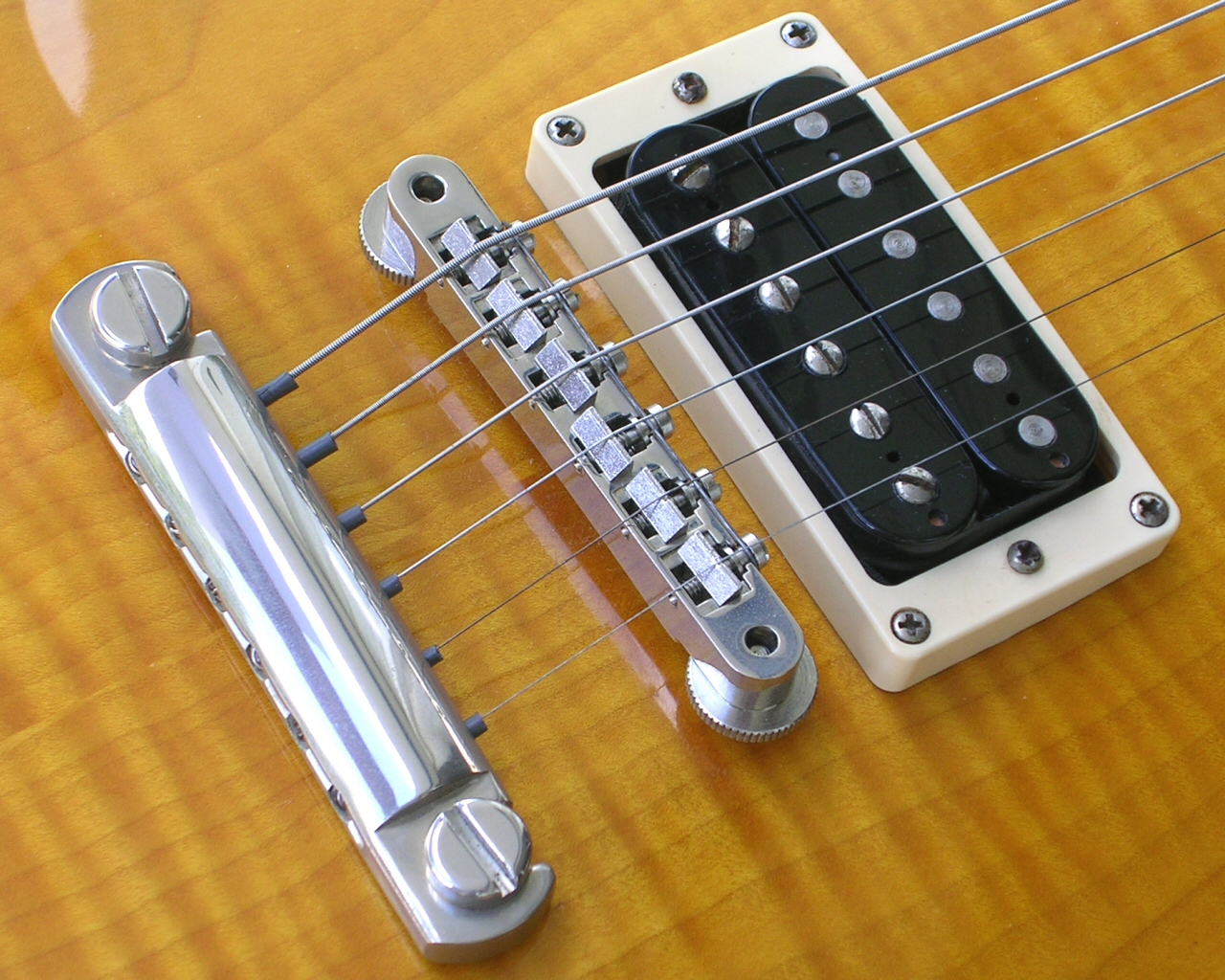
레스폴형 기타에 장착된 스탑테일피스와 튠오매틱 브리지

##### 튠오매틱(tune-o-matic)
1954년 깁슨사에서 최초로 사용하였으며, 이후 깁슨사의 기타 대부분 모델에 사용된다. 과거 랩어라운드(wrap aruond)브리지가 개별 현의 피치조절이 불가능 했던 점을 보완하기 위해 고안되었다. 많은 경우 기타 현은 스탑테일피스(stop tailpiece)를 통해 고정되거나 바디를 통과해서 (string-thru) 고정되어 브리지 위로 걸쳐진다. 깁슨사의 기타 뿐만 아니라 여러 사용자들이 펜더사의 Jagure, Jazzmaster, Mustang, Jagstang 등의 모델의 기본사양에서 교체하여 사용하기도 한다. 이렇게 사용한 가장 대표적인 뮤지션으로는 커트 코베인이 있다. 브리지와 테일피스를 효과적으로 고정시키기 위해 양 끝에 고정나사를 추가한 톤프로스 튠오매틱(TonePros Tune-o-matic)과 같은 개량형도 등장하였다.

##### 텔레캐스터

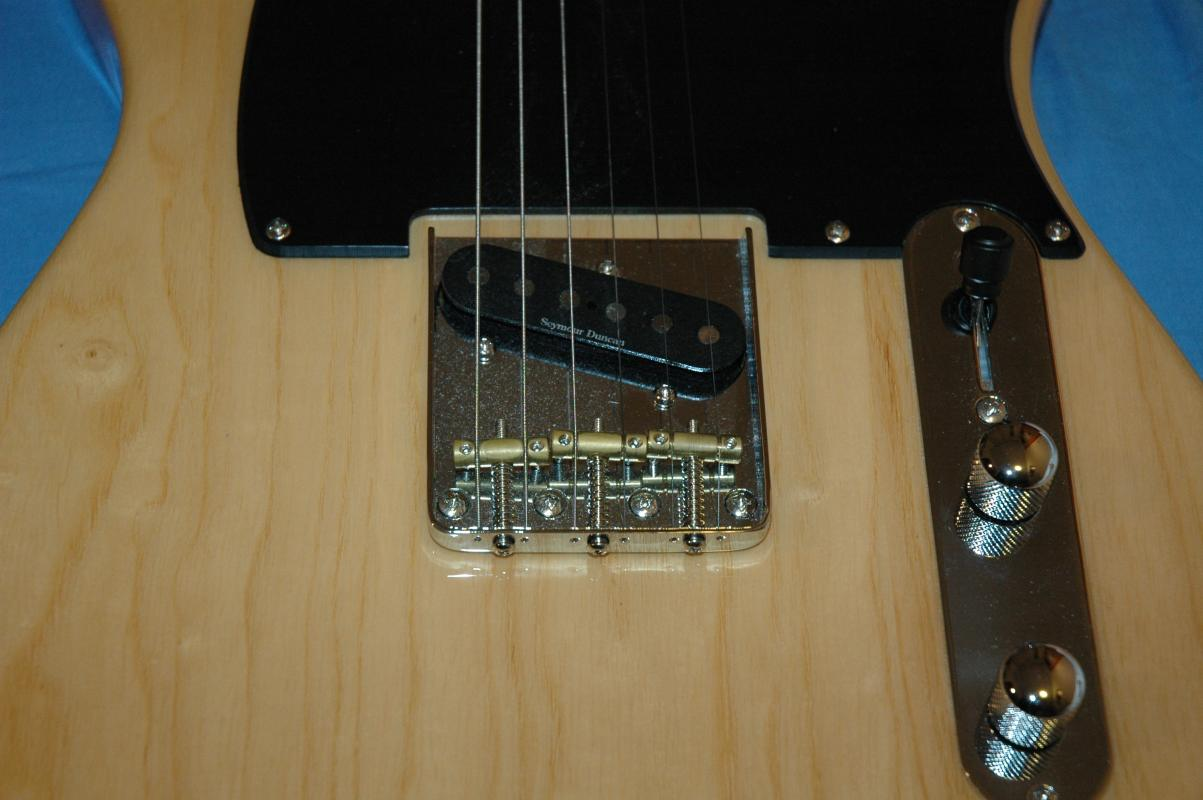
텔레캐스터 브리지

펜더사의 텔레캐스터 모델의 브리지이다. 전통적인 모델의 경우, 세개의 새들과 얕은 상자형의 접합면으로 구성된다. 브리지 부분을 덮는 커버가 달려나오기도 하는데, 이 커버 부분은 생김새 때문에 재떨이 브리지 커버(ashtray bridge cover)라고 불리기도 한다. 싱크로나이즈드 브리지와는 달리 줄 2개당 하나의 새들이 있다. 새들이 더 확실히 고정된다는 장점도 있지만 피치 조절에서는 불리하다는 단점도 있다. 새로나오는 제품들의 경우 싱크로나이즈드 브리지와 같이 6개의 새들을 사용하거나, 각 새들을 비대칭형으로 만들어 이러한 단점을 보완하기도 한다.

#### 트레몰로 브리지

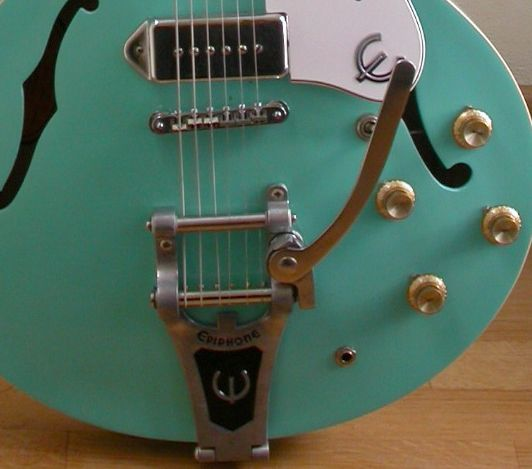
빅스비 비브라토 브리지가 장착된 Epiphone Casino

##### 빅스비 비브라토
Paul A. Bigsby가 디자인한 최초의 트레몰로 브리지이다. 독특한 디자인과 소리를 특징으로 한다. 손으로 내는 진짜 비브라토 효과를 위해 사용된다. 아밍 플레이 이후 튜닝의 안정성이 떨어진다는 단점이 있지만, 바디와의 접촉면이 넓어 현의 진동이 더 잘 전달된다는 장점도 있다. 빅스비 비브라토의 트레몰로 암은 스프링을 거쳐 회전하는 금속 막대와 연결되어 있다. 이 금속막대에는 기타 현이 감겨있다. 평상시 위치에 놓여있을 때에는, 기타 현의 장력과 스프링의 압력이 균형을 이룸으로서 일정한 튜닝상태를 유지하게 된다. 트레몰로 암을 누를 경우, 브리지의 일부분이 앞으로 전진하여 기타 현을 느슨하게 만들고, 음의 높이를 낮춘다. 반대로 트레몰로 암을 위로 들 경우, 음의 높이는 올라가게 된다. 트레몰로 암을 놓으면 기타 현은 다시 보통 상태로 돌아와 이전의 튜닝상태를 회복하게 된다. 트레몰로 암을 너무 많이 들 경우, 스프링이 빠져버리는 경우도 존재하기 때문에 빅스비 비브라토는 일시적으로 음을 낮추는 용도에 더 적합하다. 격렬한 아밍 플레이에는 적합하지 않다.

##### 싱크로나이즈드

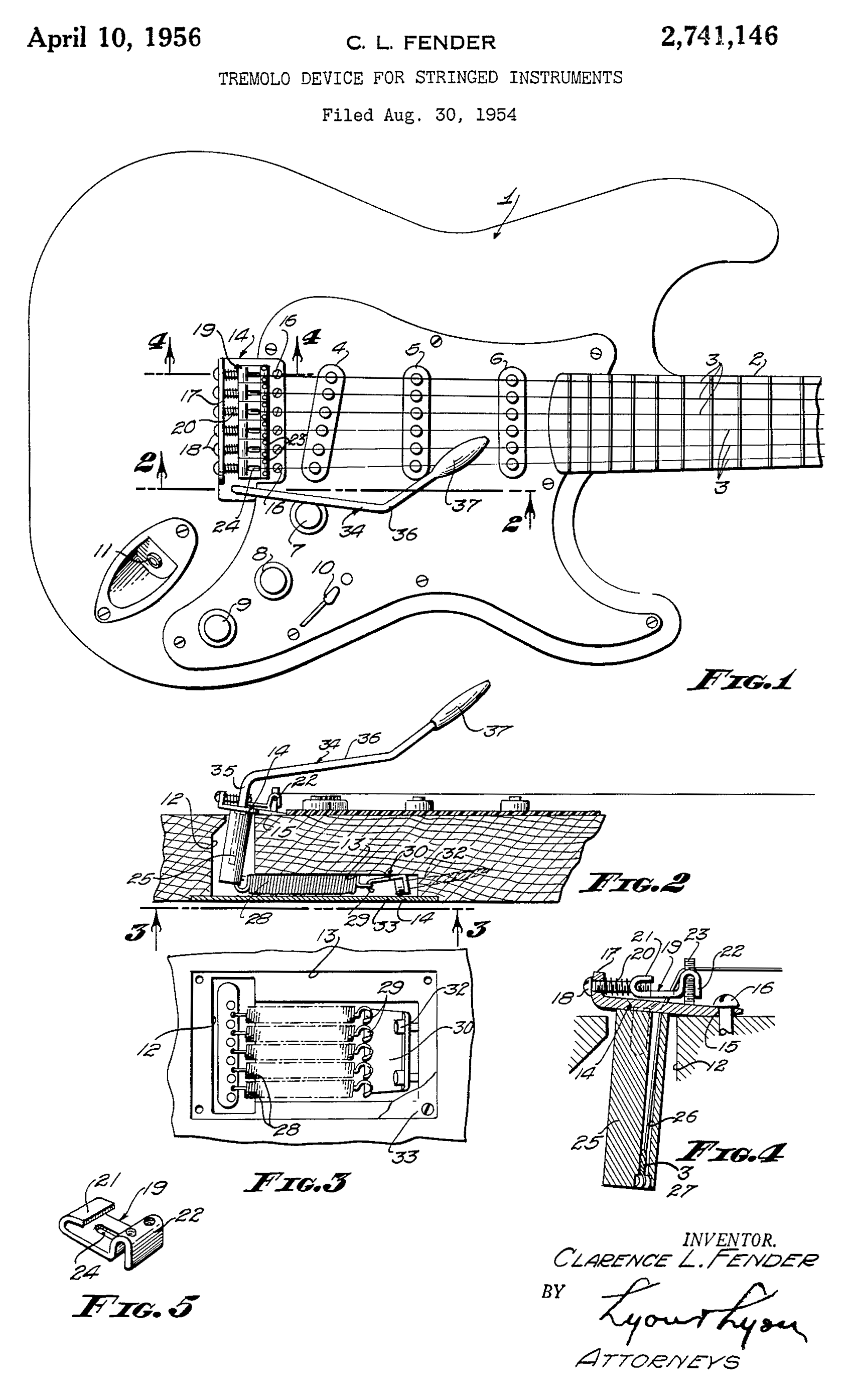
1954년 싱크로나이즈드 브리지의 특허문서에 실린 스케치. 싱크로나이즈드 브리지의 원리에 대한 대략적인구조를 알 수 있다. 싱크로나이즈드 브리지는 이후의 트레몰로 브리지들에 큰 영향을 미치게 된다.

트레몰로 암이라는 장치가 처음으로 사용된 트레몰로브리지이다. 1954년 펜더사의 스트라토캐스터 모델에 처음으로 도입되고, 큰 인기를 끌게 된다. 2개 혹은 6개의 나사로 바디와 연결된다. 이는 각각 2포인트 방식 또는 6 포인트 방식이라 불린다. 2포인트 방식의 경우 회전 축의 형태가 플로이드 로즈 브리지와 유사하나, 락킹브리지가 아니라는 점에서 구분될 수 있다. 6포인트 방식은 빈티지 싱크로나이즈드 트레몰로 라고 불리기도 한다. 6개의 독립적인 새들이 있으며, 이를 통해 각 현의 피치와 높이를 조정할 수 있다. 블록 형태의 테일피스는 본체(plate)에 나사 세개로 고정된다. 바디 뒷편에서 테일피스에 난 6개의 구멍으로 기타 현이 집어넣어지고 고정된다. 또한 기타 현의 장력과 균형을 맞추기 위한 스프링이 설치되어 반대편의 갈고리로 연결된다.

##### 플로이드 로즈

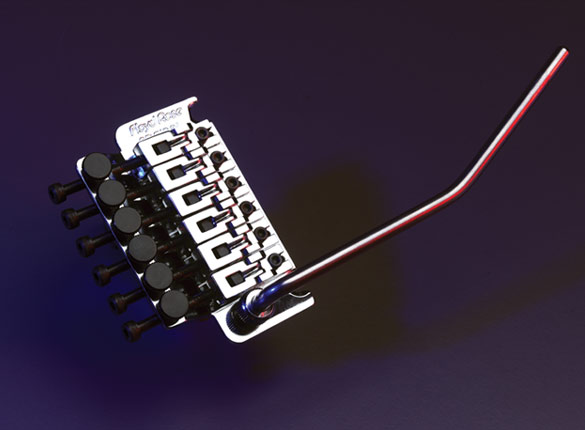
플로이드 로즈 브리지

1970년대 후반에 플로이드 D. 로즈가 개발한 트레몰로 브리지이다. 싱크로나이즈드 브리지에서 과격한 아밍 플레이시 튜닝이 쉽게 틀어지게 된다는 단점을 보완하기 위해 만들어졌다. 주로 브리지에서 현을 볼트로 조이고, 너트에서 한번 더 조이는 더블 락킹 시스템으로 조합하여 사용한다. 각 새들마다 미세조절 나사가 달려있어 너트부분을 잠구었을 때도 미세한 튜닝이 가능하다. 플로이드 로즈 브리지는 1980년대 초, Kramer Guitar에 의해 유통되기 시작하였다. 때마침 Kramer Guitar는 에디 밴 헤일런을 후원하고 있었고, 성능 좋은 트레몰로 브리지를 필요로 하던 그의 필요에 의해 시그네처 모델에 장착되게 된다. 플로이드 로즈 브리지는 에디 밴 헤일런 이외에도, 스티브 바이, 커크 해밋, 다임백 대럴 등 높은 수준의 기술을 지향하는 플레이어들과 많은 헤비메탈 밴드 기타리스트들이 사용하였다. 많은 회사들에 의해 하청생산되고 있으며, Ibanez와 같은 회사에 의해 개량된 모델 (Edge, Lo Pro Edge, Edge Pro, Edge Zero 등) 이 만들어지기도 하였다. 오늘날 Floyd D. Rose는 가장 성공한 기타 하드웨어 발명가 중 한명으로 평가받는다.

## 참고 문서
1. ↑  Untitled Document[깨진 링크(과거 내용 찾기)]
2. ↑  “What's Titanium”. 2010년 5월 17일에 원본 문서에서 보존된 문서. 2010년 6월 5일에 확인함.
3. ↑  The Tune-O-Matic Bridge | Jag-Stang.com
4. ↑  “Bigsby Vibratos : BIGSBY® GUITARS & VIBRATOS”. 2010년 4월 14일에 원본 문서에서 보존된 문서. 2010년 6월 8일에 확인함.
5. ↑  “Fender History”. 2009년 11월 30일에 원본 문서에서 보존된 문서. 2009년 10월 20일에 확인함.
6. ↑  History of Floyd Rose - Inventor of Floyd Rose Guitar Tremolo System | GEAR-VAULT - Rock your AX off!